# Haniwa
Haniwa zijn kleien beeldjes die vaak worden teruggevonden rond de kofuns van de Kofunperiode (ca. 250-538 n.Chr.), welke zich vooral situeerde in de gebieden rond Kinai in Japan. Ze zouden dienen als een soort grafbewakers om boze geesten buiten de rustplaats te houden.

## Historische situering

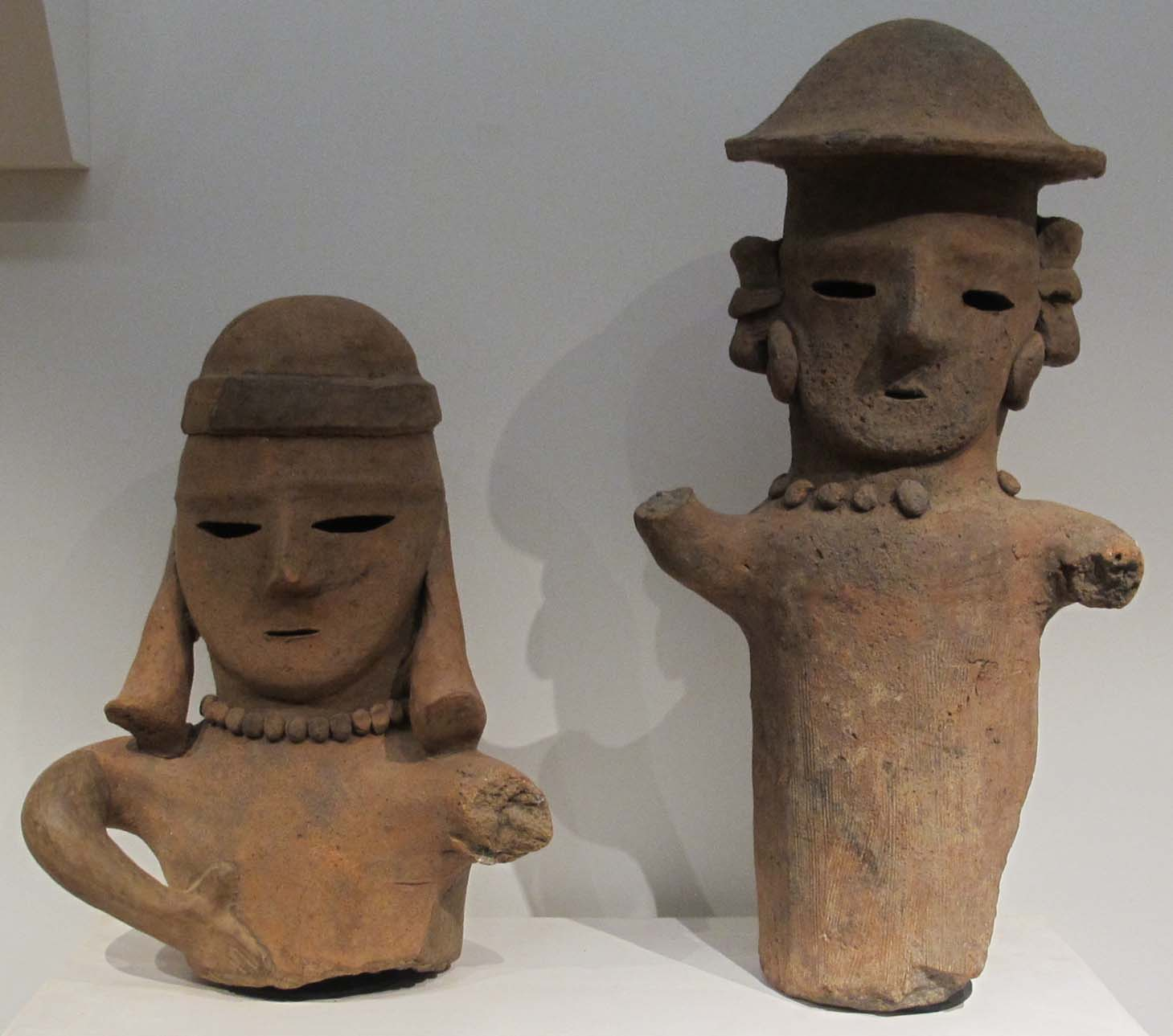
Haniwa uit de Kofunperiode

De naam Kofun (古墳) is afkomstig van de grafheuvels die typisch zijn voor de Kofunperiode (古墳時代, Kofun-jidai). Het zijn grote, vaak sleutelvormige tumuli (前方後円墳 zenpō kōen fun) die veelvuldig werden aangelegd tussen 250-538. Ook later werden ze nog gebruikt, vaak als tombe voor keizers en de keizerlijke familie die in Japan een groot aanzien krijgen. We zien hierin dus de eerste, echte erkenning van verschillende standen en  een “koninklijke” familie, die van hieraf een erkende rol begint te spelen. 
In deze graven werd het lichaam in een houten kist geplaatst. Rond deze kist werd vaak een scala aan voorwerpen opgesteld die van belang waren voor de overledene en varieerden van spiegels tot  zwaarden, rijtuigen en andere artefacten. Deze zijn vandaag de dag te bezichtigen in vele musea, zowel in Japan als in andere landen. Ook haniwa zijn onderdeel van deze vele artefacten.

## Ontstaan van de haniwa
Men weet niet exact hoe of waarom haniwa zijn ontstaan, maar er zijn wel verschillende mythische bronnen over terug te vinden. Zo staat er in de Nihonshoki (日本書紀 “De kronieken van Japan”, 720) dat haniwa oorspronkelijk dienden ter vervanging van de slaven die levend werden begraven, samen met de dode. Zodoende  zijn ze  dus een vorm van rituele offergave. Deze theorie wordt op historisch vlak echter volledig afgeschreven. Er zijn immers geen tekenen dat mensen levend werden begraven als deel van de doodscultus.
Uit historisch perspectief lijkt het zo dat haniwa zijn ontwikkeld uit een soort van zandloperfiguur, dat  zeer populair was tijdens de Yayoiperiode (弥生時代 Yayoi jidai), 300vC-250nC. Deze zandlopers zouden dienstgedaan hebben als deel van de begrafenisceremonie en werden vaak gevuld met rituele offers. Naar voorbeeld van de Chinese traditie zouden ze later zijn veranderd naar menselijke en dierlijke vormen om zo het graf te beschermen tegen boosaardige invloeden.

## Materiaal en werkwijze

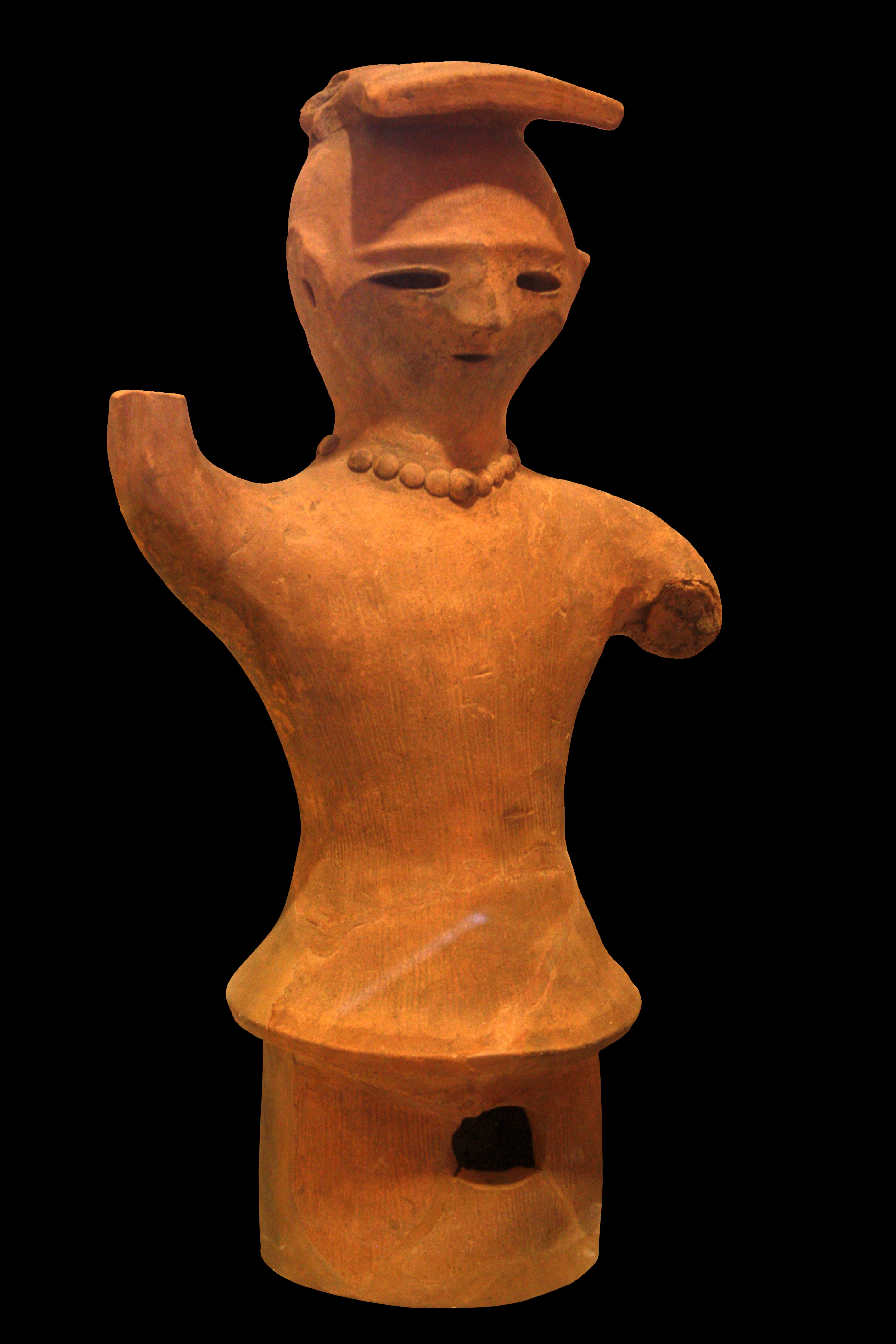

Haniwa zijn gemaakt uit gebakken rode klei. Deze terracotta  werd in de periode rond de 4e eeuw gebruikt en was  kenmerkend voor de Jomonperiode (縄文時代 Jōmon jidai), 1000 vC.-300vC. 
De beelden werden gevormd door de pottenbakkers die zich doorheen de tijd hadden gespecialiseerd in het vormen en versieren van potten en amforen. Zo ontwikkelden er zich enkele verschillende manieren om de haniwa te vormen.
Ten eerste kan men aparte stroken klei vormen die dan tegen elkaar worden gezet. Vervolgens begint men hieruit een specifieke vorm te creëren die men later nog kan aanpassen en vervormen om specifieke details duidelijk te maken.
Ten tweede is er een techniek waarbij er eerst een soort “skelet” wordt gevormd, dat men dan bedekt met klei. De klei die voor de haniwa werd gebruikt, werd gesmolten in een vuur met een laag zuurstofgehalte en vervolgens gekoeld op lage temperatuur. Dit zorgt ervoor dat ze hun specifieke rode kleur krijgen. Ook zijn er enkele streken bekend waar men eventueel nog een extra laag verf aanbracht op de kleilaag.

## Plaatsing
In verhouding tot grafbeeldjes, die in andere landen worden teruggevonden, zijn haniwa vaak groot. Ze hebben een grootte van 30cm tot meer dan één meter. Ook werden ze vaak buiten het graf gezet, waarbij ze een grote cirkel vormden rond de tumulus. Met hun cilindervormige onderkant werden ze diep ingegraven in de bodem, zodat ze stevig stonden en niet konden omvallen. Vandaag de dag erkennen archeologen twee soorten opstellingen.
De eerste opstellingswijze werd vooral gebruikt in de vroege Kofunperiode, ca. 4e-5e eeuw. De haniwa werden eerder per soort gegroepeerd in een rechthoekige structuur. Hiervan worden de meeste voorbeelden gevonden in de Kinairegio (畿内, Kyōto-Nara-Ōsaka). Het is ook in deze streek dat de Kofunperiode echt tot bloei kwam.
De tweede wijze wordt vaak geassocieerd met een gang die leidde naar het graf. Deze wordt pas einde 5e, begin 6e eeuw geïntroduceerd. Dit is het moment waarop het machtscentrum zich verplaatst van de Kinai- naar de Kantostreek.

## Soorten Haniwa
Haniwa zijn er in verschillende soorten. Ze werden wel steeds op dezelfde manier opgebouwd, maar hebben vaak een verschillende vorm of grootte. 
Men maakt vaak een onderscheid aan de hand van hun voetvorm: cilindrisch of rechthoekig. 
Hiernaast maakt men ook nog een onderscheid op basis van het uiterlijk.  Zo krijgen we vier groepen: 
- Mensachtig
- Huizen
- Dieren
- Gebruiksvoorwerpen

### Mensachtig
In de mensachtige haniwa zijn verschillende bevolkingsklassen vertegenwoordigd. Er zijn reeds beelden ontdekt van gewone mannen en vrouwen, maar ook van (vrouwelijke) sjamanen, krijgers, tempelmaagden, ruiters etc. Deze haniwa vormen een bron voor onderzoek omdat ze vaak werden gemaakt naar plaatselijke en toenmalige voorbeelden. Hierdoor krijgen onderzoekers een beter beeld van de haarstijl, kleding en gebruiksvoorwerpen die in deze periode werden gebruikt.

### Huizen
Ten tijde van de Kofun-periode begon men voor het eerst echt aan huisbouw te doen. Dit leidt tot de eerste volledig gevormde huizen: in tegenstelling tot de voorgaande woonplaatsen, die zich vaak grotendeels in de grond bevonden, zijn ze nu volledig bovengronds. Ook deze haniwa geven dus een goed beeld van de tijdsperiode en de toenmalige bouwstructuur. 
Over het algemeen komt dit type haniwa minder vaak voor.  Ze zouden echter een bepaalde functie hebben waar op twee manieren naar wordt gekeken. De eerste is dat de haniwa dienen als woonplaats voor de geest van de overledene. Ten tweede denkt men dat ze het huis afbeelden waarin de persoon in kwestie zou gewoond hebben gedurende zijn leven.

### Dieren

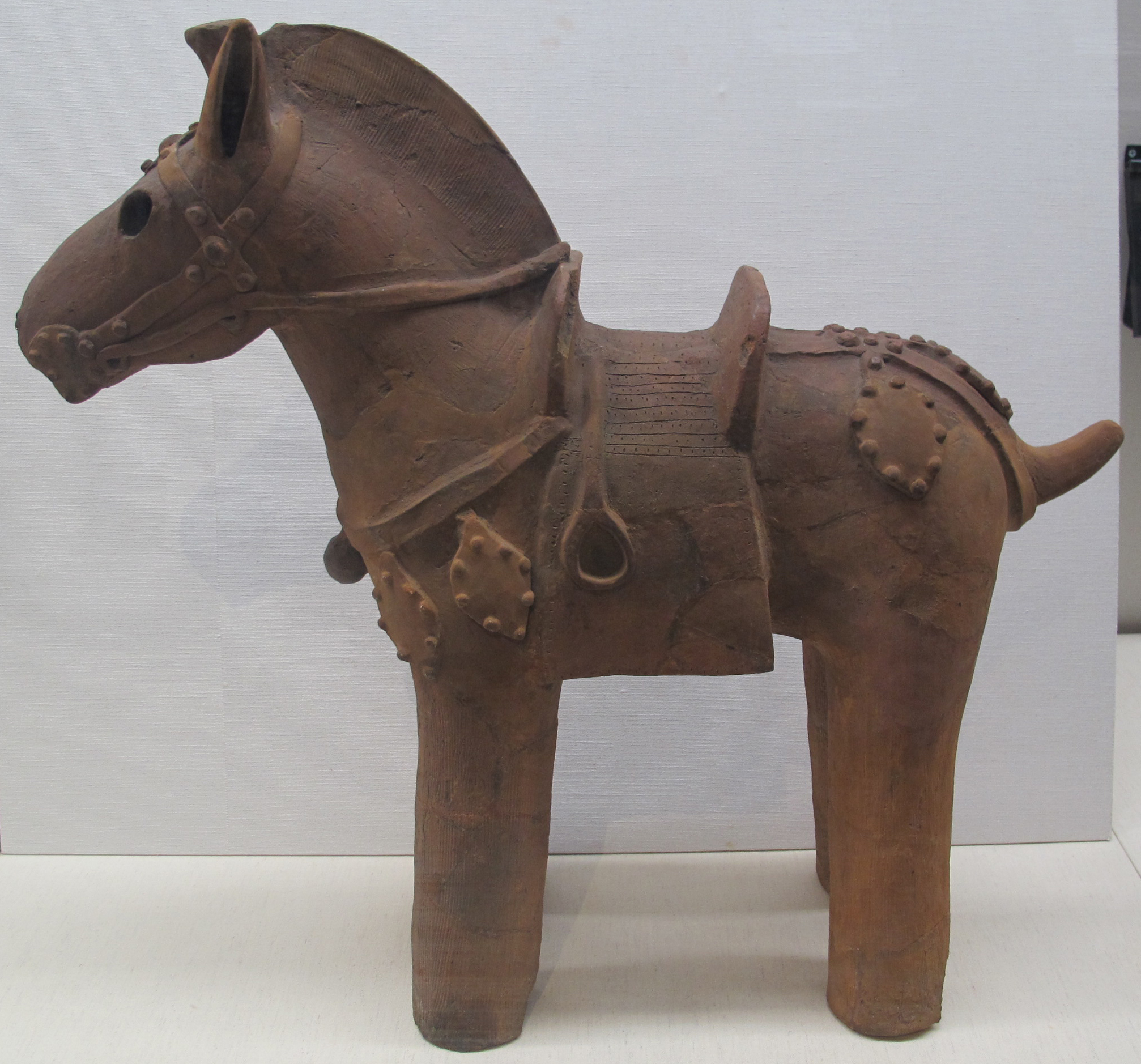
Voorbeeld van een haniwa in diervorm

Dieren waren van groot belang in de vroege, agrarische staat. Ze dienden niet alleen als voedsel, maar ook als transportmiddel en als hulp op het land. Dit zorgt ervoor dat sommige dieren, zoals varkens, worden teruggevonden zonder enige andere vorm van versiering. Maar anderen, zoals paarden en ossen worden vaak vervolledigd met hun zadel of een kar.

### Gebruiksvoorwerpen
Veel van de gebruiksvoorwerpen werden in combinatie met menselijke haniwa afgebeeld. Zo hadden boeren vaak een schop of een hark vast; krijgers droegen zwaarden; vrouwen hadden spiegels en paarden hadden zadels. Het komt ook vaak voor dat een voorwerp op zich een haniwa vormt. Zo was er de gewoonte dat, wanneer iemand van de koninklijke clan stierf, hij begraven werd met een zwaard, een spiegel en jaden juwelen. Deze voorwerpen werden ook gerepliceerd in haniwa vorm en verspreid doorheen en rondom het graf.

## Rol van Haniwa
Vandaag de dag is men het nog steeds niet eens over de rol van haniwa. Er heersen verschillende meningen – de een al wat meer mogelijk dan de andere. 
De eerste redenering is dat haniwa dienen als grafbewaker. Ze werden vaak naar de ingang van de tumulus gericht en hielden op deze manier kwade geesten en boosdoeners buiten. Zo stonden ze in voor de bescherming van de ziel na de dood. Dit zou dan ook de reden zijn waarom ze buiten het graf worden gezet en niet er in.
Een andere redenering is dat haniwa de verschillende delen van het begrafenisritueel voorstellen. Zo zijn er vaak afbeeldingen van nabestaanden van de gestorvene, maar is ook de sjamaan of de priester steeds vertegenwoordigd. Zij vormden een belangrijk onderdeel van het ritueel.
Ten laatste denkt men dat de haniwa, omdat ze diep in de grond werden ingegraven en rond het graf stonden, dienden als een soort steun. Op deze manier zorgden ze ervoor dat de grond van de grafheuvel niet begon te verschuiven en dat het graf heel bleef.